# Storia della bandiera confederata (1865-oggi)

Versione quadrata

Versione rettangolare. La CSN usava una decusse di un blu più chiaro

La bandiera militare confederata (nota anche come croce sudista, bandiera militare di Beauregard, rebel flag o bandiera dei Dixie) viene tuttora esposta in molteplici varianti, più frequentemente negli Stati Uniti meridionali. Sebbene sia il simbolo più diffuso e riconoscibile degli Stati Confederati d'America, non è mai stata effettivamente adoperata come bandiera ufficiale in sé. Venne utilizzata esclusivamente durante la guerra di secessione americana come bandiera di guerra.
L'utilizzo recente della bandiera confederata ha avuto origine come risposta al movimento per i diritti civili e alle leggi federali in materia di diritti civili negli anni '50 e '60 del XX secolo. La bandiera è strettamente associata ai movimenti nazionalisti e suprematisti bianchi, alcuni dei quali promotori dell'ideologia della causa persa della Confederazione, ovvero il pensiero secondo cui la causa degli Stati Confederati durante la guerra civile americana, compresa la sua volontà di conservare la schiavitù, fosse legittima e giusta. La bandiera confederata è stata utilizzata dal partito Dixiecrat del senatore statunitense Strom Thurmond nel 1948. I Dixiecrat si opponevano ai diritti civili e all'integrazione razziale e volevano mantenere in vigore le leggi Jim Crow.
Le bandiere associate alle Confederazione e il loro utilizzo sono un argomento ampiamente controverso. Sulla bandiera di guerra vi sono due opinioni separate e contrastanti tra loro: da una parte è legata alla cultura degli Stati del sud, ai diritti degli Stati, alla commemorazione storica della guerra civile americana, alla glorificazione della guerra civile e celebrazione della causa persa, mentre dall'altra è associata al razzismo, schiavismo, segregazione, tradimento, violenza a sfondo razziale, suprematismo bianco, alt-right, neonazismo, intimidazione degli afroamericani e negazionismo storico. Alcuni incidenti, quali il massacro di Charleston del 2015 e l'omicidio di George Floyd nel 2020, hanno portato divieti pubblici contro la bandiera e la sua esibizione ufficiale è stata per lo più ritirata.

## Antefatti

### Le bandiere nazionali
Gli Stati Confederati d'America usarono tre bandiere nazionali durante la guerra civile americana dal 1861 al 1865, la prima nota come Stars & Bars ("stelle e barre"), la seconda come Stainless banner ("bandiera senza macchia") e l'ultima come Blood-stained banner ("bandiera macchiata di sangue").
La prima bandiera fu impopolare tra i confederati, a causa della sua somiglianza visiva e concettuale con la bandiera degli Stati del nord, il che causava spesso confusione in battaglia. Le critiche rivolte alla bandiera a stelle e barre portarono all'ascesa della bandiera di guerra, che venne incorporata prima dalla bandiera senza macchia del 1863 e successivamente dall'ultima bandiera del 1865.
Le rimostranze non finirono in ogni caso, poiché si cominciò a rimproverare la troppa presenza del colore bianco nella bandiera senza macchia, il che poteva far erroneamente pensare a una bandiera di resa, oltre ad essere più facilmente sporcabile e deteriorabile. La bandiera macchiata di sangue, creata poco prima di un mese dalla resa della Confederazione nel 1865, venne raramente utilizzata a causa dell'esigua quantità di bandiere realizzate.

Le tre bandiere nazionali degli Stati Confederati d'America.
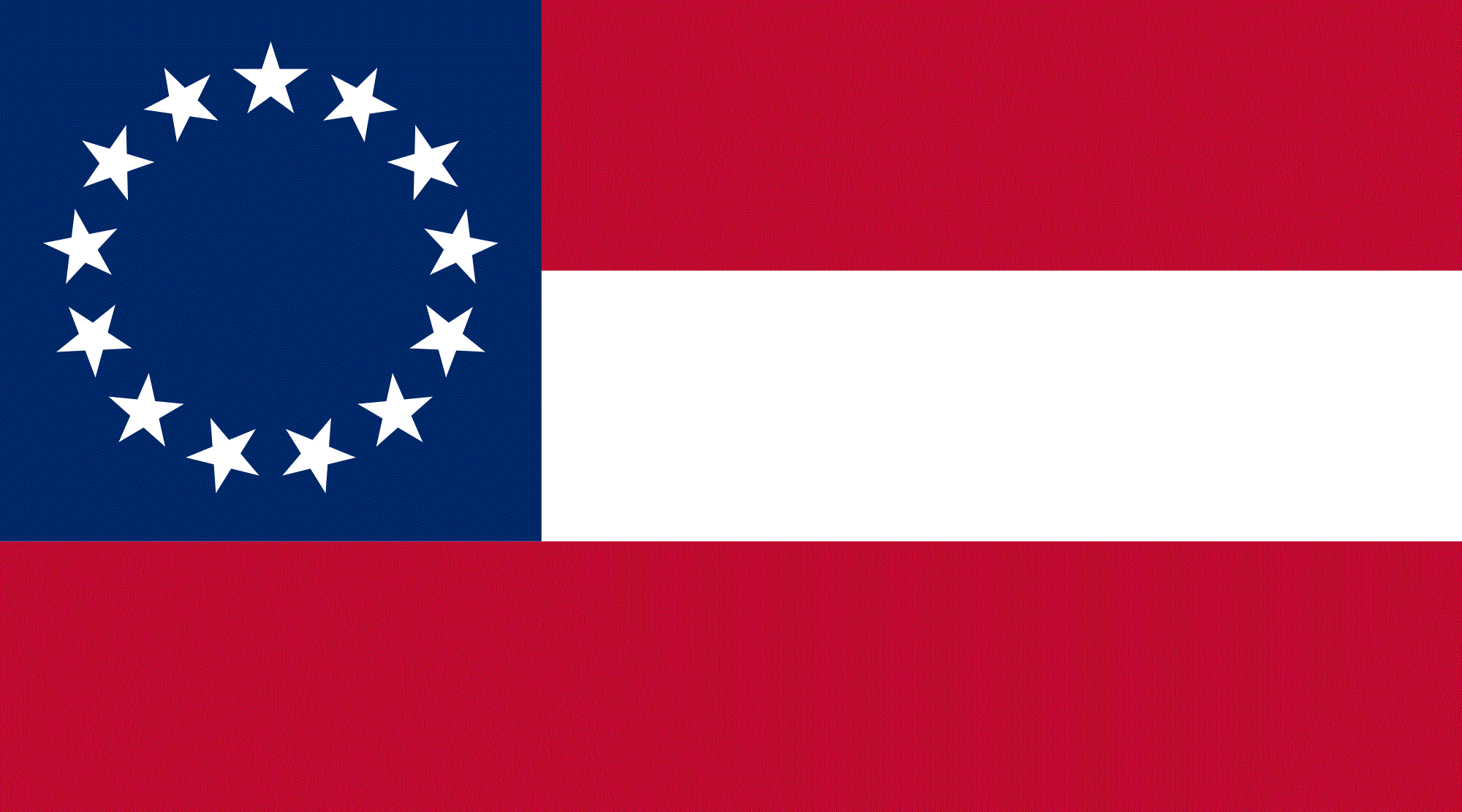
1861-1863
1863-1865
1865

### La bandiera di guerra

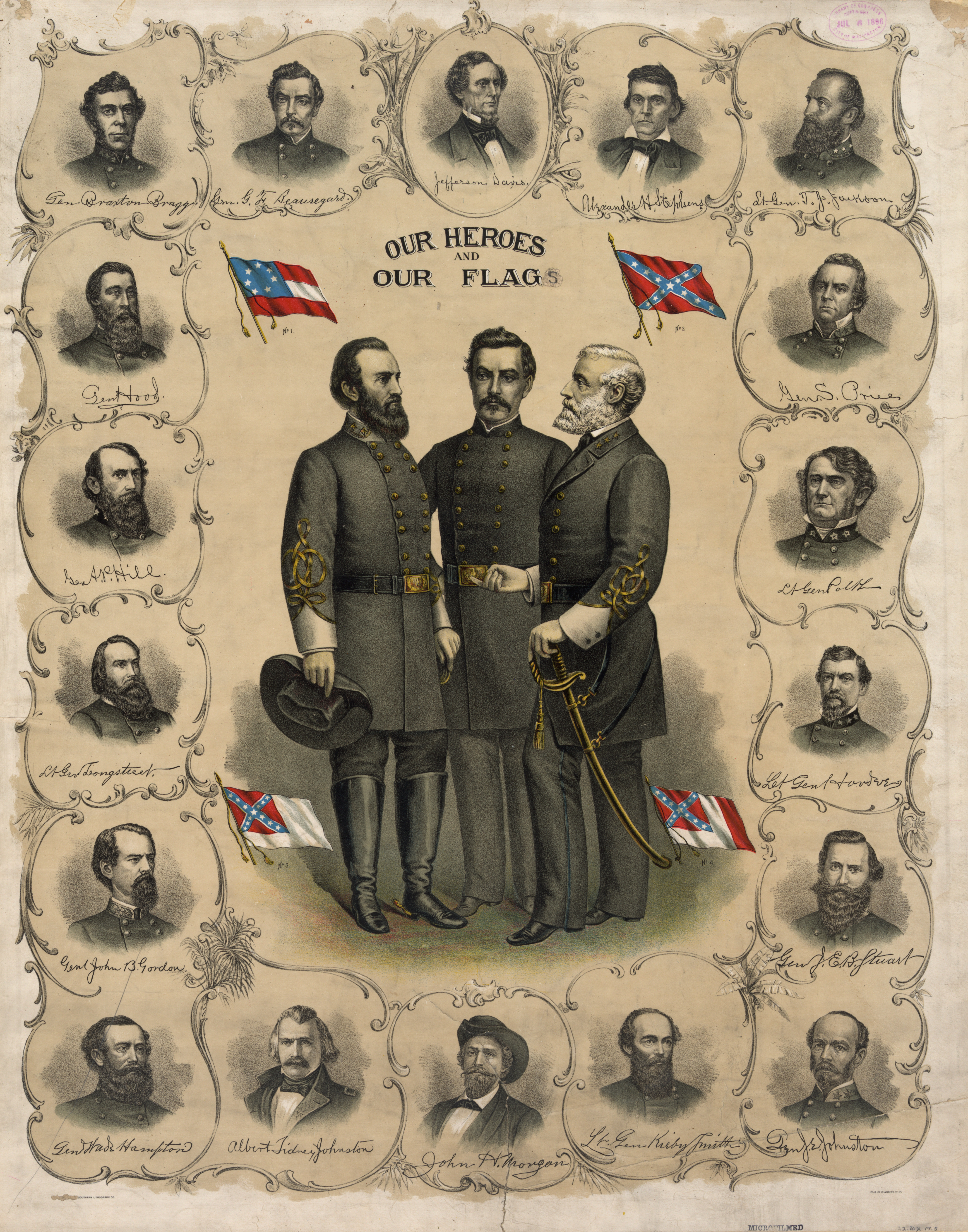
Litografia del 1896 che mostra le tre bandiere nazionali della Confederazione e la bandiera di guerra.

Disegnata da William Porcher Miles, il presidente del comitato deputato alla realizzazione della bandiera nel Congresso provvisorio confederato, la bandiera ora comunemente nota come la "bandiera confederata" fu inizialmente proposta e respinta come bandiera nazionale nel 1861.
In ogni caso, essa venne adottata come bandiera di guerra dall'armata della Virginia Settentrionale, guidata dal generale Robert E. Lee, e crebbe presto di popolarità nella Confederazione.
Per risparmiare materie prime, l'armata del generale Lee cambiò la forma della bandiera da rettangolare a quadrata. La versione rettangolare, simile alla bandiera di guerra utilizzata dall'armata del Tennessee del generale Joseph E. Johnston, è la più diffusa oggigiorno e la più comune nelle riproduzioni moderne della bandiera. Nonostante non sia mai stata utilizzata ufficialmente per rappresentare la Confederazione come bandiera nazionale, è oggi conosciuta come la bandiera confederata per antonomasia ed è diffusa come simbolo universale degli Stati del sud.
È anche nota come la bandiera ribelle, la bandiera Dixie, la bandiera sudista e la croce del sud. Spesso a causa dell'erronea percezione di questa bandiera come la bandiera nazionale della Confederazione, è incorrettamente chiamata anche stelle e barre, come l'effettiva prima bandiera ufficiale degli Stati Confederati d'America.

## Uso dopo il 1865 e controversie

Bandiera del Mississippi (1894-2020)

Bandiera della Georgia (1956-2001)

Dopo la fine della guerra civile americana, la bandiera confederata è stata utilizzata come parte delle bandiere nazionali di due Stati federali: il Mississippi ha adottato nel 1894 una bandiera che presentava il vessillo confederato nel cantone in alto a sinistra, bandiera poi abbandonata nel 2020 e sostituita da quella attuale; la bandiera della Georgia ha avuto la bandiera confederata al suo interno dal 1956 al 2001.

### Uso in campo militare
Durante la seconda guerra mondiale alcune unità statunitensi composte principalmente da soldati del sud degli Stati Uniti hanno utilizzato la bandiera confederata come proprio simbolo non ufficiale e alcuni soldati hanno anche esibito la bandiera in battaglia. Dopo la battaglia di Okinawa, una bandiera confederata è stata issata presso il castello di Shuri da un marine appartenente all'autodefinitasi "compagnia ribelle". La bandiera era visibile a diverse miglia di distanza e venne rimossa dopo tre giorni per ordine del generale Simon B. Buckner, Jr., che la definì inappropriata poiché "tutti gli americani sono coinvolti in questa battaglia". Venne sostituita dalla regolare bandiera a 48 stelle degli Stati Uniti d'America dell'epoca.
Nel secondo dopoguerra, l'utilizzo della bandiera confederata in campo militare divenne molto raro. Nel 1952, alla Destroyer Division 122 venne ordinato di cessare di utilizzare la bandiera. Nel 2020 il comandante del Corpo dei Marine David Berger diede istruzione agli ufficiali dei Marine di rimuovere tutto ciò di relativo alla Confederazione, bandiere incluse, dalle basi del Corpo in tutto il mondo. Anche la Marina militare statunitense ha vietato l'utilizzo delle bandiere confederate in tutti i luoghi pubblici, navi e aeromobili nel 2020.

### Uso in campo politico

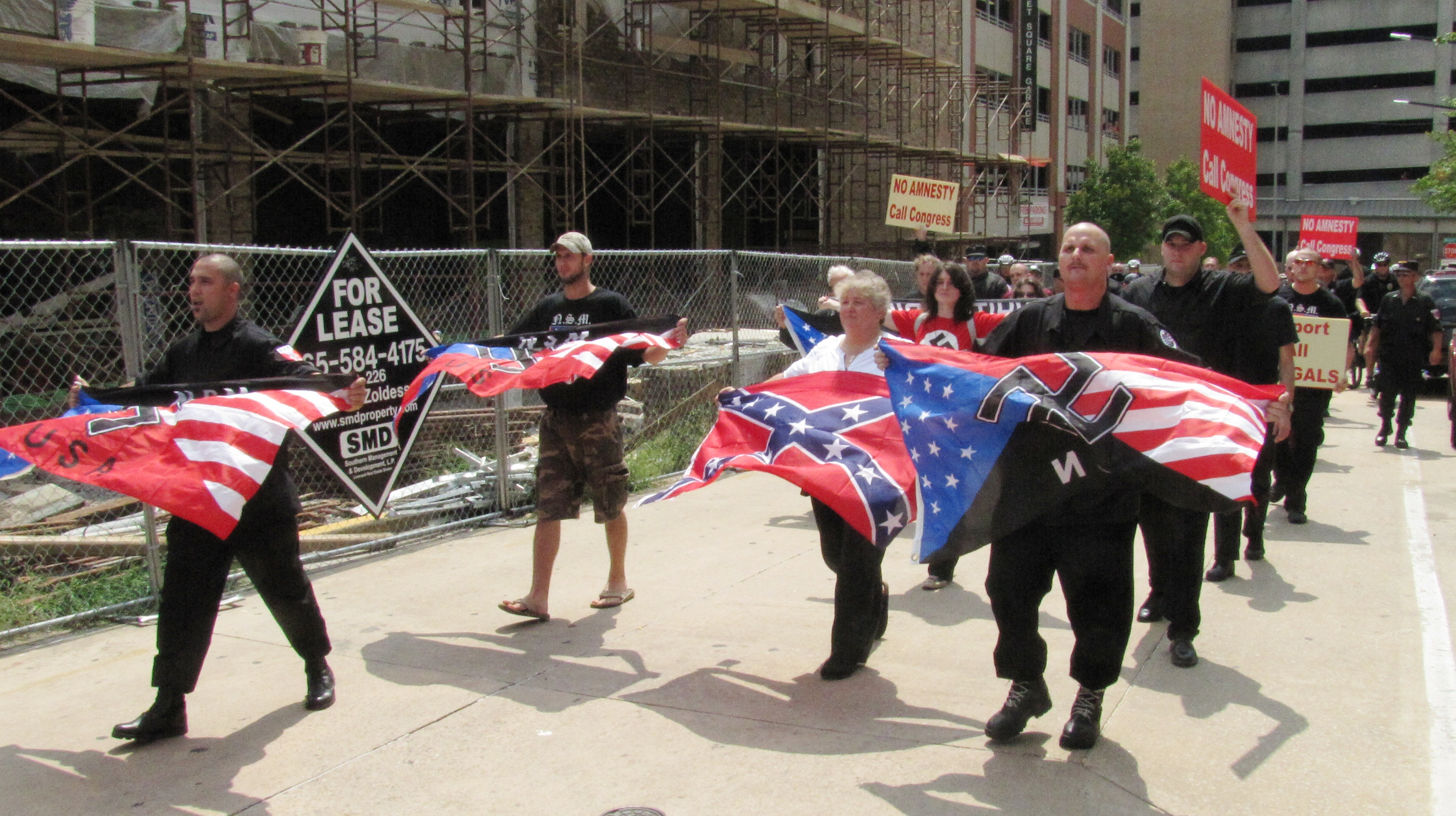
Alcuni manifestanti del National Socialist Movement a Knoxville nel 2010.

Il partito politico Dixiecrat del 1948 utilizzò in maniera massiccia simboli confederati, inclusa la bandiera di guerra, e contribuì alla nuova crescita in popolarità del vessillo confederato dopo il secondo dopoguerra. Secondo lo storico John Coski, i segregazionisti utilizzavano i simboli della Confederazione poiché condividevano con essa un obiettivo comune, ovvero l'opposizione al cambiamento delle politiche razziali nel sud degli Stati Uniti, motivo per cui secondo Coski "non esisteva un simbolo più contrario alla desegregazione della bandiera di guerra confederata e sebbene i segregazionisti persero la loro battaglia, l'attitudine dei suprematisti bianchi continua ad esistere".
In Georgia la bandiera confederata venne reintrodotta come elemento della bandiera dello Stato nel 1956, dopo soli due anni dalla sentenza della Corte Suprema degli Stati Uniti nota come Brown contro l'ufficio scolastico di Topeka. Ciò venne considerato da molti come una forma di protesta contro la desegregazione nelle scuole. La bandiera venne issata anche dall'Università del Mississippi durante le proteste contro l'integrazione razziale in campo scolastico.
I sostenitori della bandiera confederata continuano ad utilizzarla e rivendicarla come simbolo della cultura e del patrimonio storico del sud degli Stati Uniti, rappresentazione di una tradizione e identità culturale distinta dal resto dell'Unione. Alcuni gruppi utilizzano la croce del sud come uno dei simboli associati alla loro organizzazione, come ad esempio il Ku Klux Klan. Per altri sostenitori, la bandiera rappresenta solamente un glorioso passato in cui il Sud era uno stato sovrano.
Dato che l'utilizzo in pubblico delle bandiere di stampo nazista (e qualsiasi altra bandiera) è tutelato dal primo emendamento della Costituzione degli Stati Uniti d'America, che garantisce il diritto alla libertà di parola, sia la bandiera del Terzo Reich che la bandiera del Partito Nazionalsocialista tedesco sono state utilizzate in eventi dei suprematisti bianchi all'interno degli Stati Uniti, fianco a fianco con la bandiera confederata.

### Opinione pubblica (2011-2021)
La bandiera confederata è un simbolo controverso per molti cittadini degli Stati Uniti al giorno d'oggi. Un sondaggio del 2011 mostrò che il 30% degli americani aveva una reazione negativa vedendo la bandiera confederata. Sempre secondo lo stesso sondaggio, il 9% dei cittadini aveva una reazione positiva e la maggioranza, il 58% non aveva nessuna reazione. Nella comunità afroamericana il 41% aveva una reazione negativa, il 10% una reazione positiva e il 45% nessuna reazione. Un sondaggio simile effettuato nel 2015 rilevò pochi cambiamenti rispetto al 2011.
In un sondaggio del 2013 della piattaforma YouGov, il 38% dei partecipanti espresse disapprovazione riguardo all'utilizzo della bandiera in luoghi pubblici e il 44% vedeva la bandiera confederata come un simbolo di razzismo.
Come risultato di queste diverse percezioni riguardo alla bandiera, ci sono state una grande quantità di controversie politiche sull'utilizzo della bandiera di guerra della Confederazione nelle bandiere nazionali degli Stati del sud e all'interno di università del sud, manifestazioni sportive ed edifici pubblici. I simboli della Confederazione rimangono una questione dibattuta all'interno degli Stati Uniti e la loro valenza è stata discussa vigorosamente nei parlamenti di diversi Stati del sud sin dai primi anni '90 del XX secolo, come nel caso della sostituzione della bandiera della Georgia nel 2001. I sostenitori della bandiera confederata, in risposta ai divieti di alcune scuole e università statunitensi, hanno definito i tentativi di esporla e utilizzarla come un'espressione della libertà di parola garantita dalla Costituzione.
Subito dopo il caso George Floyd, Morning Consult e Politico indissero un altro sondaggio in cui il 44% rispose che la bandiera è simbolo di orgoglio meridionale, mentre il 36% rispose che è un simbolo razzista.

### Fuori dagli Stati del sud
La bandiera confederata ha raccolto popolarità e approvazione anche al di fuori della vecchia Confederazione, specialmente nelle aree rurali degli Stati Uniti d'America.

#### Stato di Washington

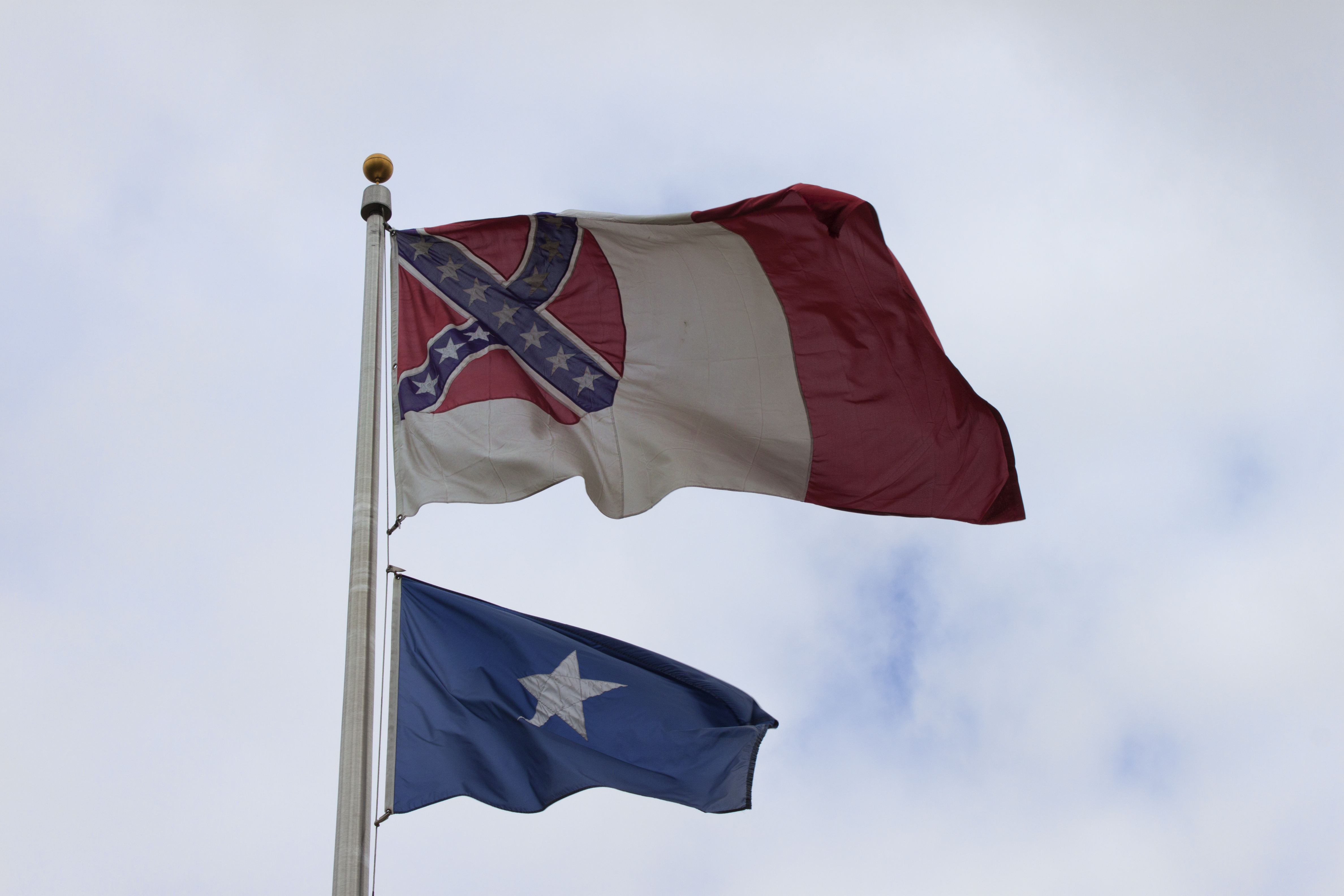
La terza bandiera confederata e la Bonnie Blue nel 2018 al Jefferson Davis Park (Washington)

Le richieste di rimuovere le bandiere confederate dal Jefferson Davis Park, nel sud-ovest dello Stato di Washington, sono iniziate nel 2015 dopo il massacro di Charleston, da parte del reverendo Marva Edwards. Sebbene le bandiere siano collocate su una proprietà privata, l'intento era ed è quello di renderle molto visibili, come ad esempio al traffico dell'autostrada interstatale 5.

#### Municipio di San Francisco
Di fronte al municipio della città di San Francisco (California) sono esposte diciotto bandiere, ognuna delle quali rappresenta degli eventi importanti nella storia degli Stati Uniti. Tra queste vi sono diverse bandiere legate alla rivoluzione americana, oltre alle bandiere della Repubblica della California e della Repubblica del Texas. Per un breve periodo vi è stata anche la bandiera degli Stati Confederati d'America, rimossa poi nel 1964 in seguito alle proteste degli attivisti per i diritti civili.

#### Uso negli eventi di estrema destra europei

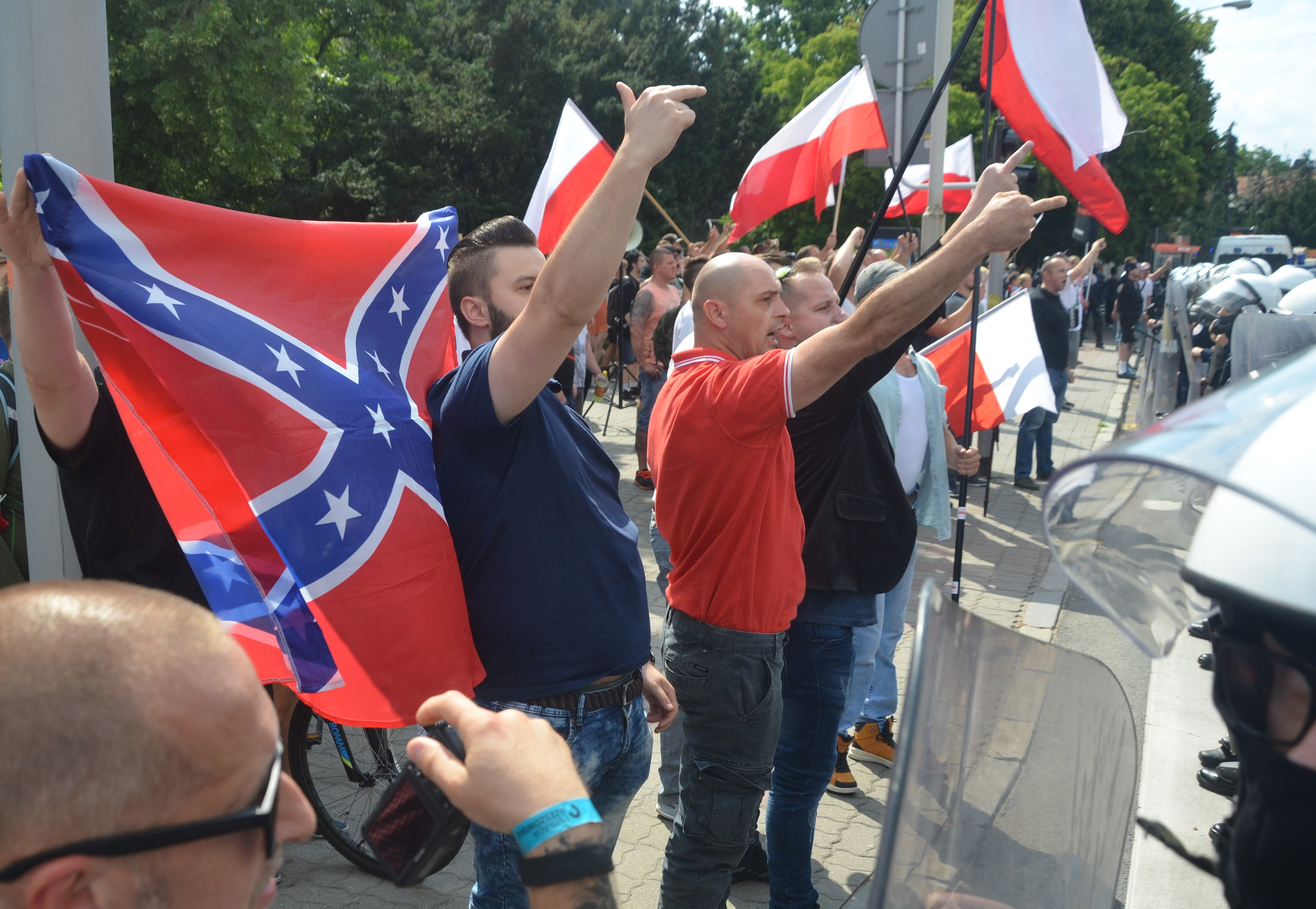
Manifestanti anti-LGBT a Rzeszów, Polonia, nel 2019

In un grado "limitato" di reciprocità con l'esposizione di bandiere naziste in occasione di eventi di estrema destra all'interno degli Stati Uniti, uso protetto dal Primo emendamento della Costituzione, è stato osservato l'uso della bandiera confederata in raduni di gruppo di estrema destra in alcune nazioni europee al posto ad esempio di bandiere del Terzo Reich spesso bandite. In Ucraina, dopo l'Euromaidan, fu esposta una bandiera confederata nel municipio di Kiev.

#### Orgoglio meridionale negli stadi calcistici italiani

10 maggio 1987: tra i vessilli dei tifosi del Napoli è possibile vedere, in basso a destra, la bandiera da battaglia.

Il reporter del The Washington Post, Adam Taylor, in un articolo del 22 giugno 2015 sull'uso della bandiera confederata in Italia, riportò che i tifosi del Napoli furono notati mentre esponevano una bandiera confederata a Londra, durante la trasferta per i quarti di finale della Champions League del 2012. La possibile spiegazione di questo gesto era stata data diversi anni prima da un professore di letteratura americana a Napoli: "Siamo anche noi un popolo sconfitto. Una volta eravamo una nazione ricca e indipendente, poi sono venuti dal Nord e ci hanno conquistato e portato le nostre ricchezze e il nostro potere a Roma".
Lo scrittore Vladimiro Bottone, in un articolo del 15 luglio 2004 sul quotidiano napoletano Corriere del Mezzogiorno, aggiunse che gli stadi sono "il luogo [in quale] si è resa visibile, in una dimensione di massa, la prima contrapposizione virulenta ed esplicita fra Nord e Sud del dopoguerra" e per i tifosi del Napoli "il Napoli è ciò che avrebbe potuto essere se non fossero state perpetrate, ai suoi danni, le ruberie da parte della machiavellica squadra sabauda capace di colonizzare il Belpaese calcistico con la violenza della frode, falsando così lo svolgimento di quella che dovrebbe essere una leale competizione fra territori".

#### Sulla piattaforma Twitch
Nel dicembre 2020 la piattaforma Twitch annunciò un nuovo regolamento per quanto riguarda le molestie e l'odio, in vigore dal 22 gennaio 2021, incentrato sul proteggere in maniera più efficace i propri utenti più discriminati. Anche se questo regolamento è più severo, Twitch aggiunse che avrebbe previsto una gradazione di provvedimenti e punizioni per un migliore approccio ai casi limite, come ad esempio il blocco temporaneo di un dato canale per un breve periodo di tempo piuttosto che un blocco permanente. Il nuovo regolamento include il divieto di immagini contenenti la bandiera confederata.

#### Divieto nello Stato di New York
Il 15 dicembre 2020 lo Stato di New York approvò una legge che proibisce la vendita e l'esposizione di simboli d'odio in edifici pubblici e su suolo pubblico, incluse fiere locali e nazionali, fatta eccezione per l'utilizzo storico ed educativo. La legge definisce che i simboli d'odio "includono [...] simboli del suprematismo bianco, dell'ideologia neonazista e la bandiera di guerra della Confederazione".

### Uso in campo musicale

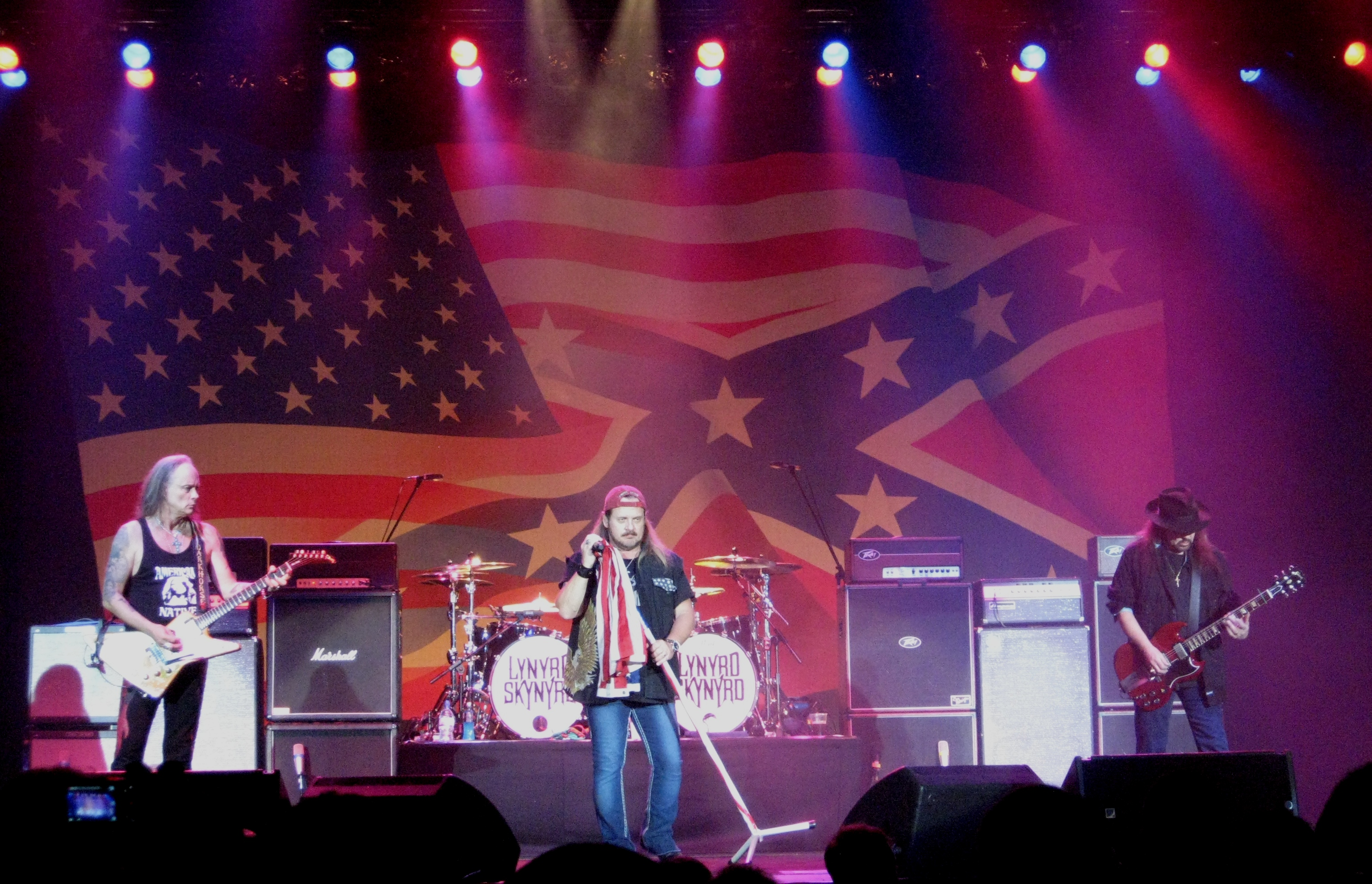
I Lynyrd Skynyrd nel 2010 a Cardiff.

La band southern rock Lynyrd Skynyrd ha usato parecchio la bandiera. Nel 2012 hanno cercato di separarsene a causa della sua storia controversa che la vede come un simbolo razzista. In un'intervista alla CNN Gary Rossington dichiarò: "La usavamo fin dall'inizio perché veniamo dal sud ed era la nostra immagine tra la fine degli anni '60 e '70. Ma nel corso degli anni, credo che persone come il KKK e gli skinheads... abbiano rapito la "Dixie rebel flag", la tradizione sudista e l'eredità dei soldati, è di questo che parlo. Non volevamo che tutto questo andasse dai nostri fan o mostrarne l'immagine come se concordassimo con robe razziste o cattive." Due settimane dopo, in seguito alle contestazioni ricevute dai fan, hanno ripreso a usarla e Rossington scrisse sul sito della band: "Sappiamo cosa rappresenta la bandiera dei Dixie e la sua eredità; la guerra civile fu combattuta per i diritti degli Stati."
La band groove metal Pantera ha venduto parecchia merce firmata con tale bandiera sul loro negozio online fino al luglio 2015. Il co-fondatore Dimebag Darrell, ucciso in una sparatoria nel 2004, usava una Dean ML personalizzata con la bandiera dipinta sul corpo della chitarra. Nel luglio 2015 il cantante Phil Anselmo ha deciso di smettere di esporre tale bandiera.

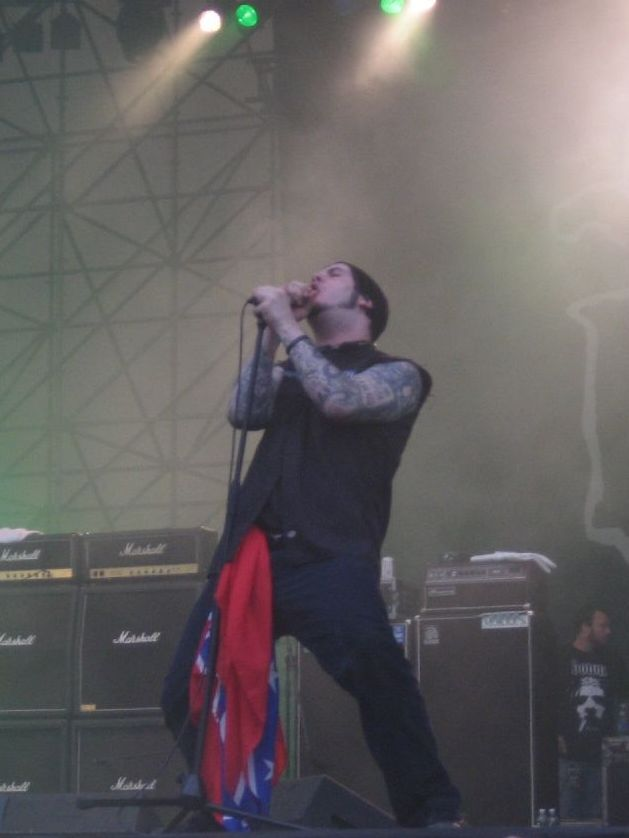
Phil Anselmo al Gods of Metal con i Down.

Il gruppo hip-hop Lil Jon & the East Side Boys ha raffigurato la bandiera in fiamme sulla copertina dell'album Put Yo Hood Up del 2001, così come nel video musicale del brano Bia' Bia'.
Il musicista rockabilly Ray Campi suonava un contrabbasso con sul retro un'immagine personalizzata della bandiera. Poco prima del 2009, l'ha sostituita con la bandiera del Texas.
Il musicista southern rock Tom Petty ha usato la bandiera confederata durante il tour di Southern Accents del 1985, legandone l'immaginario al protagonista della canzone Rebels. Nel 2015, ha definito il suo uso della bandiera "proprio stupido" dicendo "Appare come una svastica ad una persona ebrea".
Il cantante Kid Rock ha esposto parecchio la bandiera confederata durante i suoi tour (nonostante venga dal Michigan) a partire dall'album Cocky, ma nel 2011 ne ha silenziosamente abbandonato l'utilizzo.
Il chitarrista Duane Eddy e la sua band spalla "The Rebels", hanno usato la bandiera e i simboli confederati a inizio carriera.